# Primi ministri della Repubblica Federale di Jugoslavia
La carica di Presidente del governo federale della Repubblica Federale di Jugoslavia (Председник савезне владе Савезне Републике Југославије/Predsednik Savezne Vlade Savezne Republike Jugoslavije) è stata la carica del Primo ministro nella Repubblica Federale di Jugoslavia dal 1992 al 2003.
La carica succede a quella di Presidente del consiglio esecutivo federale della Repubblica Socialista Federale di Jugoslavia (Predsednik saveznog izvršnog veća SFRJ) e precede quella di Presidente del Consiglio dei ministri di Serbia e Montenegro (Председник савета министара Србије и Црне Горе/Predsednik Saveta ministara Srbije i Crne Gore). La prima è rimasta fino al 1992; la seconda, istituita nel 2003, è stata a sua volta soppressa nel 2006.
Il primo ministro era eletto dall'Assemblea Federale per un mandato di 4 anni, poteva essere sfiduciato durante il mandato e una stessa persona non poteva svolgere questa funzione per più di due mandati. Nella Serbia e Montenegro la carica di capo del governo venne fusa con quella di capo dello Stato.

Stendardo del Primo ministro.

## Primi Ministri

### Repubblica Federale di Jugoslavia
- Milan Panić (indipendente) (14 luglio 1992 - 9 febbraio 1993)
- Radoje Kontić (DPS) (14 luglio 1992 - 9 febbraio 1998)
- Momir Bulatović (SNP) (19 maggio 1998 - 4 novembre 2000)
- Zoran Žižić (SNP) (4 novembre 2000 - 24 luglio 2001)
- Dragiša Pešić (SNP) (24 luglio 2001 - 7 marzo 2003)

### Serbia e Montenegro
- Svetozar Marović (DPS) (7 marzo 2003 - 3 giugno 2006)